# 38 TCN
Năm 38 TCN là một năm trong lịch Julius. 